# Sự kiện UFO Không quân Phần Lan
Sự kiện UFO Không quân Phần Lan (tiếng Phần Lan: Porin seitsemän ilmapalloa; Bảy quả bóng bay ở Pori) là một vụ chứng kiến UFO xảy ra vào ngày 12 tháng 4 năm 1969 tại Pori và là một trong những trường hợp UFO được ghi nhận chính thức tốt nhất mọi thời đại. Đây là sự kiện UFO duy nhất cho đến ngày nay được Không quân Phần Lan chính thức thừa nhận. Công ty truyền hình công cộng quốc gia Yle của Phần Lan đã xác nhận rằng vụ việc thực sự đã xảy ra, và đến nay vẫn chưa có ai giải thích được.

## Diễn biến
Vào ngày 12 tháng 4 năm 1969, bảy vật thể hình đĩa hoặc quả bóng màu vàng đã được phát hiện trên sân bay Pori. Jouko Kuronen từ Lực lượng Phòng vệ Phần Lan đang ở trên sân bay cùng với máy bay của mình khi anh nghe trên đài phát thanh rằng người giám sát máy bay Fouga Magister đang nói chuyện với phi công chiến đấu Tarmo Tukeva. Giám sát viên đã ra lệnh cho Tukeva đi xem thử bảy quả bóng bay đó bay trên sân bay là thứ gì. Giám sát viên nói với Tukeva rằng chiều cao của chúng là khoảng 1500-3000 mét. Kuronen cũng muốn nhìn thấy những vật thể mà người giám sát đang nói đến. Sau khi cất cánh, anh quay máy bay để xem cái gì ở phía trên. Anh ta nhìn thấy bảy vật thể hình đĩa hoặc hình quả bóng và một chiếc Fouga Magister đang tiếp cận chúng. Sau đó, radar của Kuronen phát hiện các vật thể và chúng cũng bị bộ phận kiểm soát mặt đất nhận ra. Khi Tukeva đến đủ gần, anh ta cũng có nói rằng những vật thể này giống hình quả bóng hoặc hình đĩa nhưng anh ta không thể nói khoảng cách của mình với chúng khi thiếu điểm đặt. Sau đó các vật thể dàn theo đội hình và tăng tốc với tốc độ cực lớn về phía bắc từ chỗ sân bay. Một cơn gió ngược mạnh dường như chẳng có tác dụng gì đối với sự ra đi nhanh chóng đáng kinh ngạc của chúng. Người giám sát nói với Tukeva rằng anh ta không thể lại gần được chúng và Tukeva đang bay theo với tốc độ khoảng 435 mph (700 km/h), bị bỏ lại phía sau như thể anh không di chuyển được chút gì mặc dù anh ta thực sự bay nhanh đến mức nào. Tốc độ phi thường của các vật thể này cũng đã được chứng minh bởi thực tế có báo cáo về chuyến bay của chúng ngay trên Vaasa, hơn 110 dặm (177 km) cách xa Pori, cùng phút tương tự mà chúng vừa rời khỏi sân bay.
Các cuộc tập trận quân sự đang diễn ra và hệ thống nước gần đó là những đặc điểm mà trường hợp này có điểm chung với các trường hợp tương tự khác được báo cáo trên toàn thế giới. Tarmo Tukeva từ Lực lượng Phòng vệ Phần Lan đã tự kể về vụ việc này trong một cuộc phỏng vấn năm 1992 trong bộ phim tài liệu về UFO, Visitors from Space (Những Du khách đến từ Vũ trụ). Bộ phim tài liệu này sau đó đã giành được giải EBE Oscar tại Liên hoan phim UFO Las Vegas.